# Snorkeling
Snorkeling ist ein Filmdrama von Emil Nava, das am 17. März 2023 beim Manchester Film Festival seine Premiere feierte. Der Coming-of-Age-Film mit Kristine Frøseth in der Hauptrolle basiert auf einer Kurzgeschichte von Jack Follman und handelt von Liebe und der Flucht von Jugendlichen in Drogen.

## Handlung
Während eine neue halluzinogene Droge die Straßen erobert, erblüht zwischen zwei Teenagern eine Romanze.

## Produktion

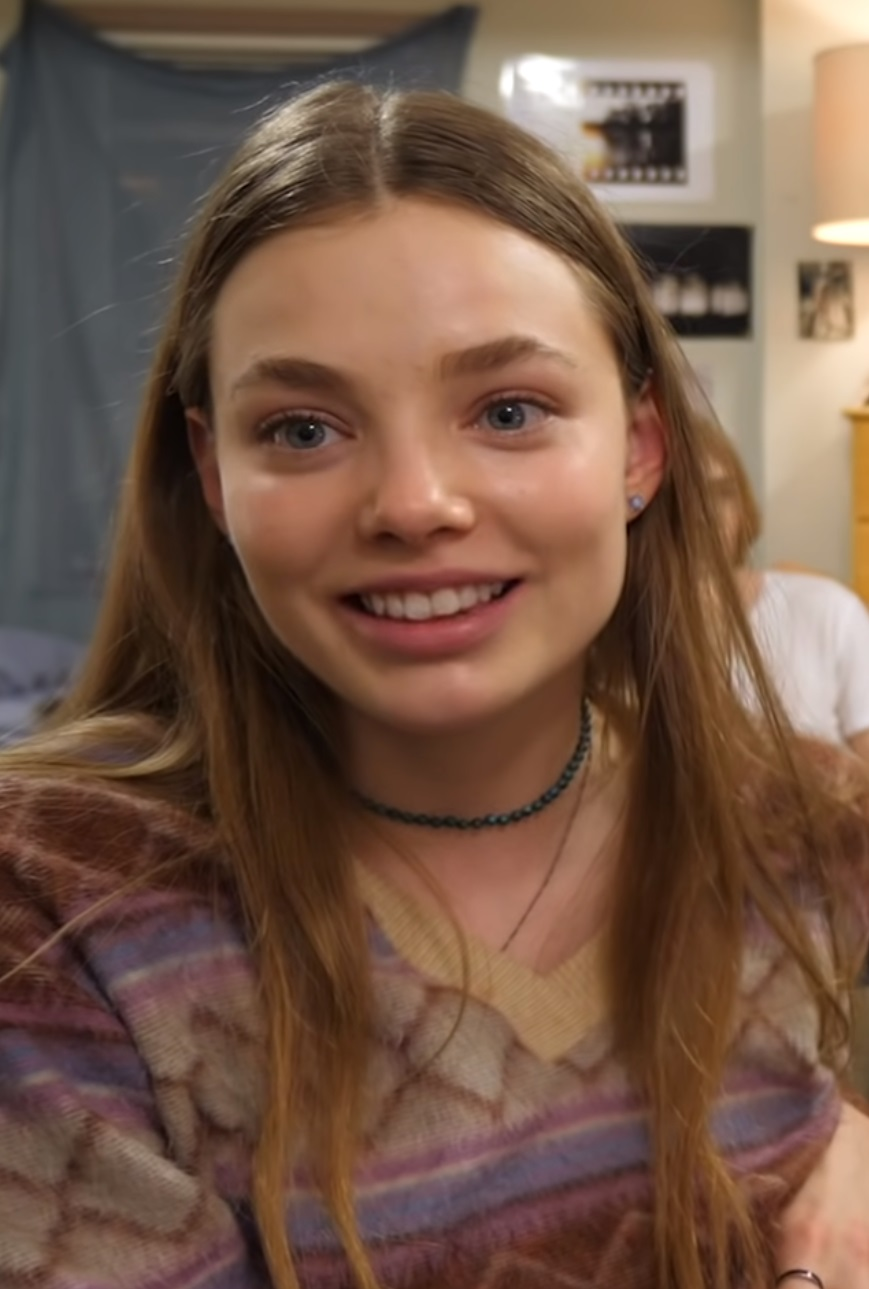
Die Hauptrolle wurde mit Kristine Frøseth besetzt

Der Film basiert auf der gleichnamigen Kurzgeschichte von Jack Follman. Diese wurde von Follman auch für den Film adaptiert. Das Urban Dictionary beschreibt das in der Kurzgeschichte thematisierte „Snorkeling“ („Schnorcheln“) unter anderem als eine von Drogenkonsum verursachte, außerkörperliche Erfahrung, bei der die Betroffenen glauben, dass sie vorübergehend gestorben sind und ihren Körper verlassen haben und in der realen Welt ein Fegefeuer erleben, in dem sie unsichtbar sind.
Bei Snorkeling handelt es sich um das Spielfilmdebüt des Musikvideo-Regisseurs Emil Nava, der in der Vergangenheit für Ed Sheeran, Eminem, Calvin Harris und viele weitere Musiker tätig war. Er wuchs in England auf. Nach eigenen Aussagen sei es in seinem Leben, bei dessen Vater paranoide Schizophrenie diagnostiziert wurde, schon immer um Eskapismus gegangen. Früher habe er dies durch Alkohol und Drogen erreicht, sei aber inzwischen nüchtern und konzentriere seine Energie auf das Schaffen/die Arbeit. Mit Snorkeling habe er einfangen wollen, wie sich die Jugend seiner Ansicht nach gerade fühlt.
Die Hauptrolle wurde mit Kristine Frøseth besetzt.
Gedreht wurde der Film bereits im Jahr 2018, noch bevor Frøseth für die Fernsehserie Eine wie Alaska vor der Kamera stand, in der sie in der Titelrolle zu sehen war.
Der US-Rapper Young Thug, der auch als Executive Producer des Films fungierte, steuerte den Soundtrack bei.
Die Weltpremiere erfolgte am 17. März 2023 beim Manchester Film Festival.

## Auszeichnungen
Manchester Film Festival 2023
- Auszeichnung für die Beste Kamera – Spielfilm[8]